# Trabant (samochód)
Trabant – marka samochodów osobowych produkowanych w Niemieckiej Republice Demokratycznej w latach 1957–1991 w kombinacie VEB Sachsenring Automobilwerke w Zwickau, którego początki sięgają 1904 roku.

## Geneza
Trabant był rozwinięciem taniego i małego samochodu osobowego AWZ P70 produkowanego w tych samych zakładach od 1955 roku. W samochodzie tym zastosowano karoserię o drewnianym szkielecie, pokrytą poszyciem z tworzywa sztucznego zwanego duroplastem. Wykorzystanie tworzyw sztucznych podwyższyło odporność auta na korozję. Karoseria z elementami z duroplastu ma podwyższoną wytrzymałość na zgniatanie; w razie pożaru duroplast nie pali się, a jego temperatura topnienia jest zbliżona do temperatury topnienia aluminium. Poza duroplastem zastosowano też inne rozwiązania techniczne, kontynuowane w następnych modelach: małolitrażowy silnik dwusuwowy, duże szyby, stosunkowo pojemne wnętrze itp..
Pierwszym samochodem pod nazwą Trabant był prototyp z 1954 roku pod oznaczeniem P50. Według jednak innych źródeł nazwa Trabant została nadana dla uczczenia wystrzelenia w ZSRR pierwszego sputnika, co nastąpiło dopiero w październiku 1957 roku – w języku niemieckim Trabant znaczy „satelita” i „towarzysz podróży”, podobnie jak po rosyjsku sputnik. 23 maja 1955 roku zaprezentowano prasie dopiero drewnianą makietę samochodu P50, a oficjalna prezentacja prototypu miała miejsce 23 października 1956 roku.
Wszystkich modeli Trabanta wyprodukowano w Zwickau 3 096 099 sztuk, z których w chwili zjednoczenia Niemiec było eksploatowanych ok. 2 miliony i głównie dzięki Trabantom NRD była najbardziej zmotoryzowanym krajem bloku wschodniego (w roku 1989 na jeden samochód osobowy przypadały 4 osoby).
Poziom produkcji
| Model | Liczba    |
| ----- | --------- |
| P50   | 131 450   |
| P60   | 106 628   |
| P601  | 2 818 547 |
| 1.1   | 39 474    |
| Suma  | 3 096 099 |

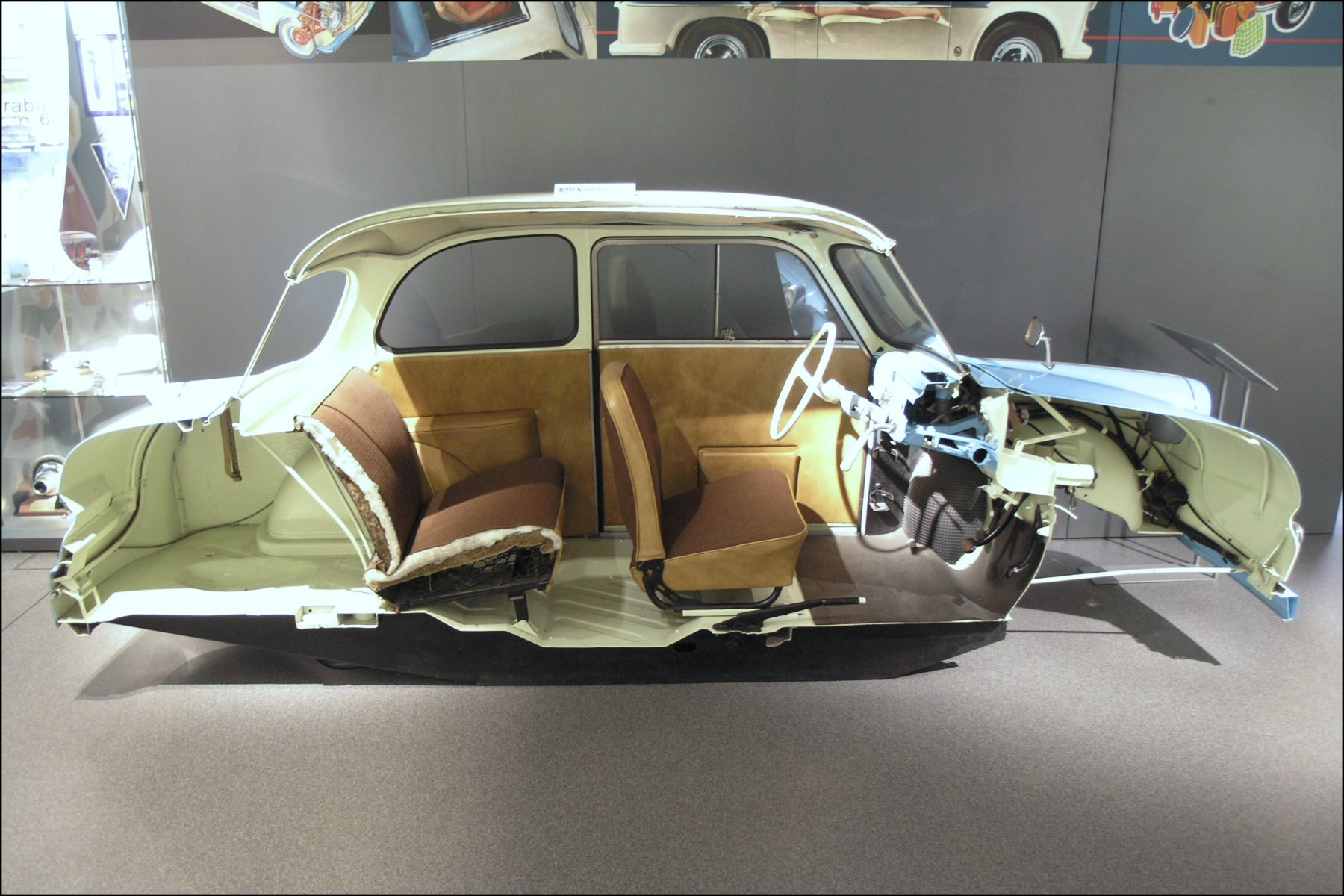
Przekrój Trabanta P50

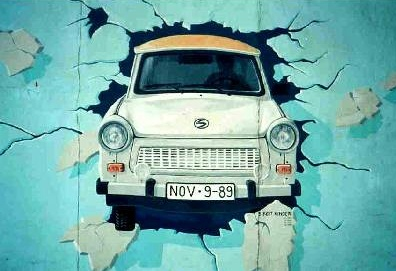
Graffiti przedstawiające Trabanta 601 na Murze Berlińskim

Po upadku Muru Berlińskiego liczba Trabantów na niemieckich drogach zaczęła spadać, co ilustruje poniższa tabela:
| Data            | Liczba zarejestrowanych Trabantów w Niemczech |
| --------------- | --------------------------------------------- |
| 1 lipca 1993    | 920 162                                       |
| 1 lipca 1994    | 814 642                                       |
| 1 lipca 1995    | 663 631                                       |
| 1 lipca 1996    | 530 358                                       |
| 1 lipca 1997    | 407 252                                       |
| 1 lipca 1998    | 308 669                                       |
| 1 lipca 1999    | 228 501                                       |
| 1 stycznia 2000 | 169 623                                       |
| 1 stycznia 2001 | 160 117                                       |
| 1 stycznia 2002 | 124 459                                       |
| 1 stycznia 2003 | 96 585                                        |
| 1 stycznia 2004 | 78 202                                        |
| 1 stycznia 2005 | 66 984                                        |
| 1 stycznia 2006 | 58 073                                        |
| 1 stycznia 2007 | 52 432                                        |
| 1 stycznia 2008 | 38 912                                        |
| 1 stycznia 2009 | 37 124                                        |
| 1 stycznia 2010 | 34 846                                        |
| 1 stycznia 2011 | 33 726                                        |
| 1 stycznia 2012 | 32 997                                        |
| 1 stycznia 2013 | 32 485                                        |
| 1 stycznia 2014 | 32 311                                        |
| 1 stycznia 2017 | 34 449                                        |

## Trabant P50/500 i P60/600

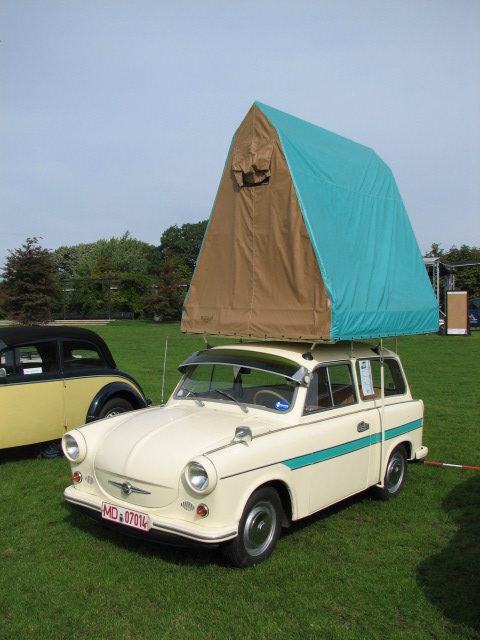
Trabant P50 Kombi

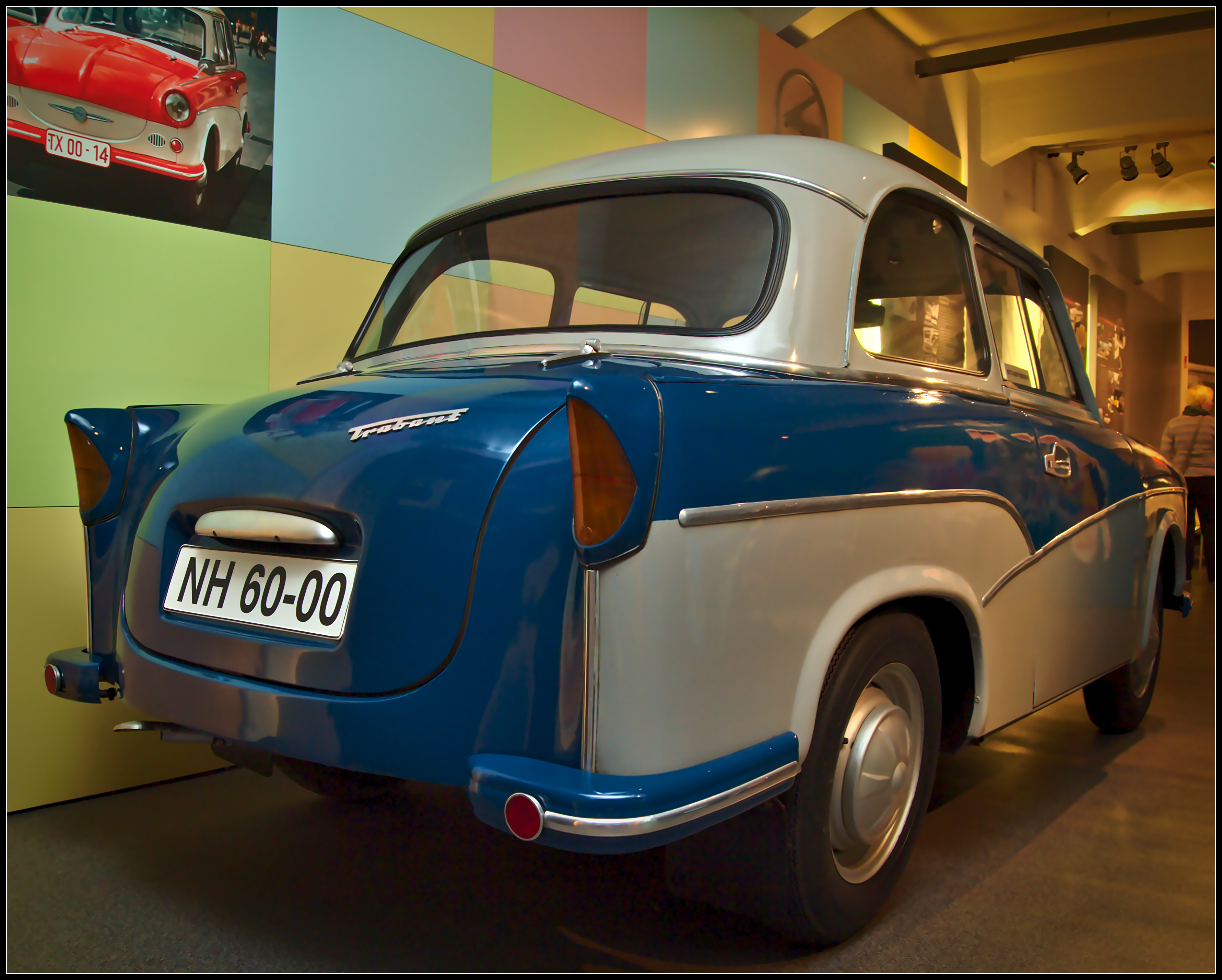
Tył Trabanta P50 z 1958 roku

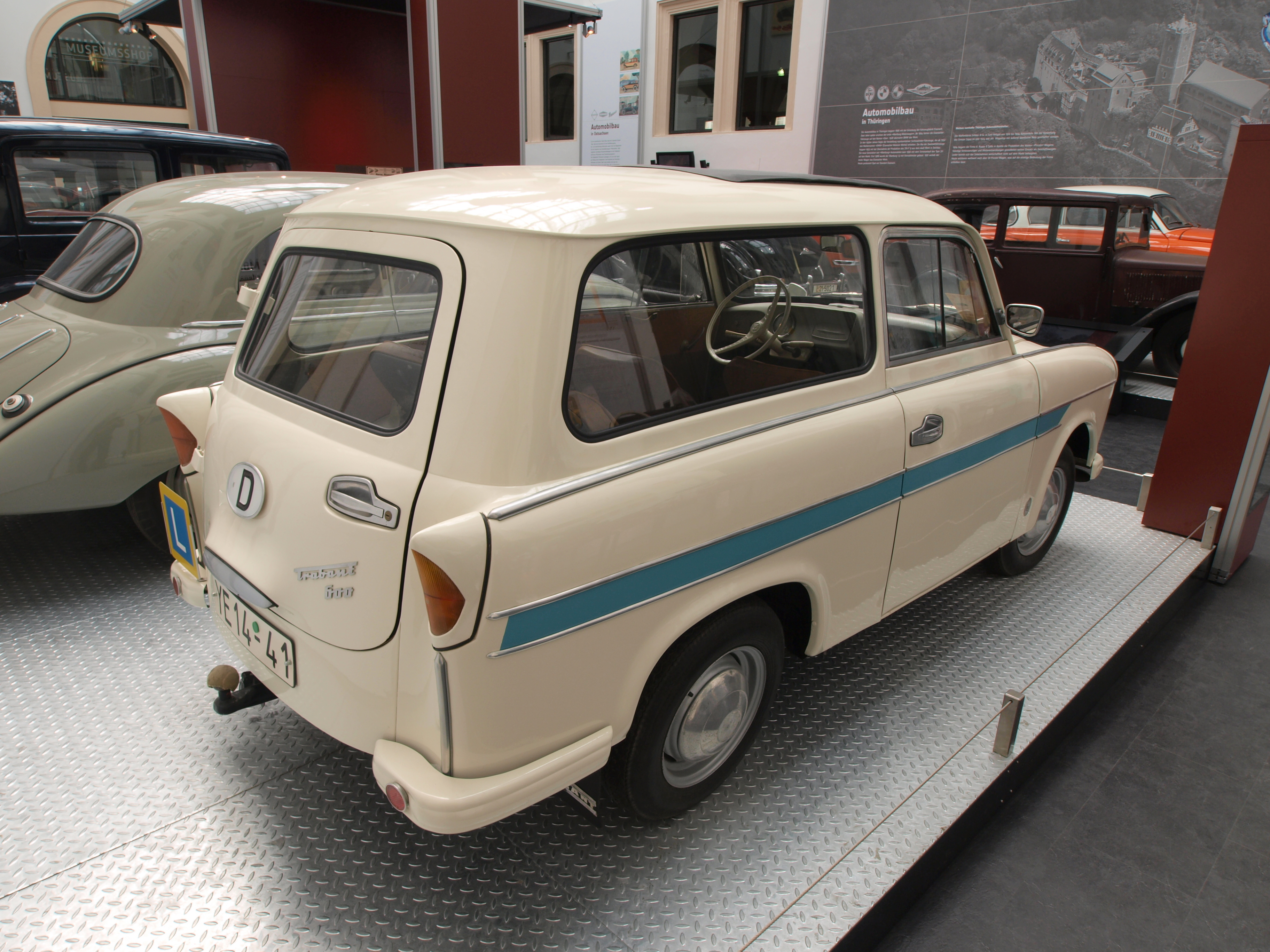
Tył Trabanta P60 Kombi

W listopadzie 1957 roku wykonano pierwszą serię 50 egzemplarzy Trabanta P50. W tym samym roku pojazd zadebiutował na Targach Lipskich. 1 maja 1958 roku zakłady VEB Automobilwerk Zwickau oraz VEB Sachsenring Zwickau połączono w jeden kombinat o nazwie VEB Sachsenring Automobilwerke Zwickau, by umożliwić produkcję wielkoseryjną, i 10 lipca tego samego roku ruszyła produkcja seryjna samochodu. Samochody otrzymały przy tym znak fabryczny w formie stylizowanej litery S, nawiązującej kształtem do toru wyścigowego Sachsenring. P50 początkowo wyposażony był w silnik o pojemności 0,5 l i mocy 18 KM. Używano też oznaczenia „Trabant 500”.
Jak u poprzednika – P70 – poszycie wykonane było z duroplastu, lecz osadzone na stalowej konstrukcji, zamiast drewnianej. W 1959 roku został wprowadzony zmodernizowany silnik P50/1 o mocy 20 KM oraz nowy gaźnik 28 HB 1-1. Od 1959 roku produkowano także samochody w lepszym wykończeniu, z dekoracyjnymi chromowanymi paskami na bokach i dwukolorowym malowaniem (ich cena wynosiła 8470 marek wobec 7450 marek za zwykłą wersję). W tym samym roku powstała pilotażowa seria Trabantów w wersji P50 Kombi, a w styczniu 1960 roku rozpoczęła się produkcja seryjna. Tylna kanapa się w nim składała, a przy dwóch osobach mógł on przewozić 210 kg bagażu. Istniała też wersja turystyczna kombi P50 Camping Limousine produkowana od sierpnia 1961, w której siedzenia rozkładały się do spania, a w dachu był luk zakrywany brezentem. Na eksport produkowano także w niewielkiej liczbie od 1961 roku furgony P50 Lieferwagen, bez tylnych siedzeń i z zaślepionymi tylnymi bocznymi oknami. Od maja do października 1962 roku montowano w samochodach zmodyfikowany silnik P50/2, w którym zastosowano m.in. nowy wał korbowy. Od kwietnia 1962 samochody te otrzymywały także całkowicie synchronizowaną skrzynię biegów. Natomiast w lipcu opracowano silnik o większej pojemności 594,5 cm³. Pojazdy z takimi silnikami otrzymały oznaczenie fabryczne P60, a handlowe 600. Modele P50 produkowane były od 1957 do października 1962 roku, a P60 w wersji sedan od 1962 do 1964 roku. Wersja kombi P60 produkowana była do 1965 roku (przez rok równolegle z modelem 601).
Powstało łącznie 131 450 sztuk P50 i 106 628 sztuk wersji P60. Według innych danych wyprodukowano 131 435 P50, w tym 11 648 kombi, i 96 707 P60, w tym 36 244 kombi.
Początkowo większość P50 kierowana była na eksport, w tym do krajów zachodnich, w celu uzyskania walut wymienialnych. Jedynie ok. 1/5 samochodów skierowano na rynek NRD – wyeksportowano ich 190 078, w tym 22 921 na Zachód.

### Dane techniczne
Pojazd występował z silnikiem dwusuwowym 0,5 l o mocy 18 i 20 KM oraz 0,6 l o mocy 23 KM. Napęd przenoszony był na przednie koła za pomocą 4-biegowej manualnej skrzyni biegów.
| Wersja        | Silnik               | Średnica × skok tłoka | St. sprężania | Moc maksymalna                   | Maks. moment obrotowy     | V-max    |
| ------------- | -------------------- | --------------------- | ------------- | -------------------------------- | ------------------------- | -------- |
| P50           | R2 0,5 l (499 cm³)   | 66 × 73 mm            | 6,6:1         | 18 KM (13 kW) przy 3750 obr./min | 41 N·m przy 2750 obr./min | 90 km/h  |
| P50/1 i P50/2 | R2 0,5 l (499 cm³)   | 66 × 73 mm            | 7,1:1         | 20 KM (15 kW) przy 3900 obr./min | 44 N·m przy 2750 obr./min | 95 km/h  |
| P60           | R2 0,6 l (594,5 cm³) | 72 × 73 mm            | 7,6:1         | 23 KM (18 kW) przy 3900 obr./min | 52 N·m przy 2750 obr./min | 106 km/h |

- Wymiary[25]
  - Rozstaw kół przód: 1210 mm
  - Rozstaw kół tył: 1255 mm
- Dana użytkowe[25]
  - Minimalna średnica zawracania: 10 m
  - Spalanie: 6,3 l paliwa dla silników 0,5 l i 6,8 l dla silników 0,6 l
  - Przyspieszenie 0–80 km/h: 30 s (P50), 24 s (P60)[23]

## Trabant 601

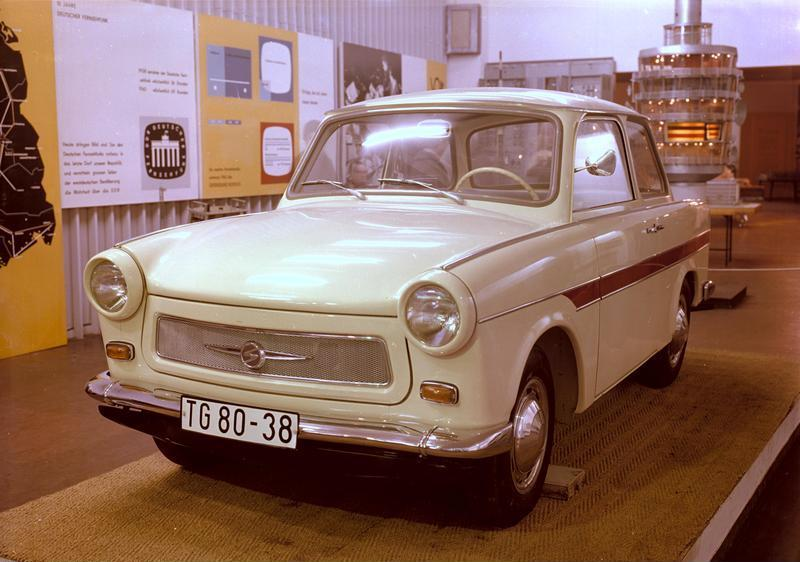
Prototypowy Trabant 601 zaprezentowany podczas VI zjazdu partii SED w Berlinie

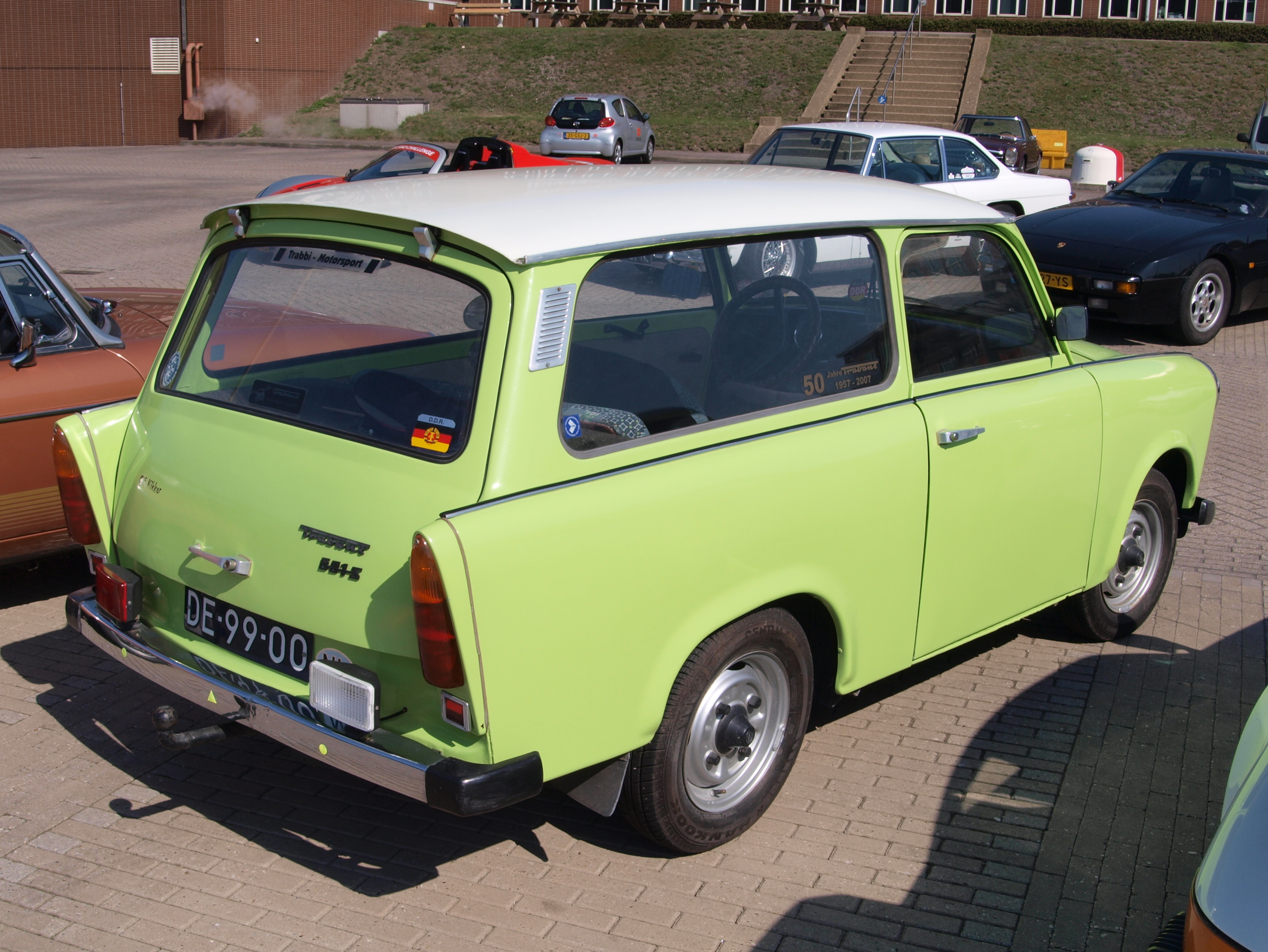
Tył Trabanta 601 Universal

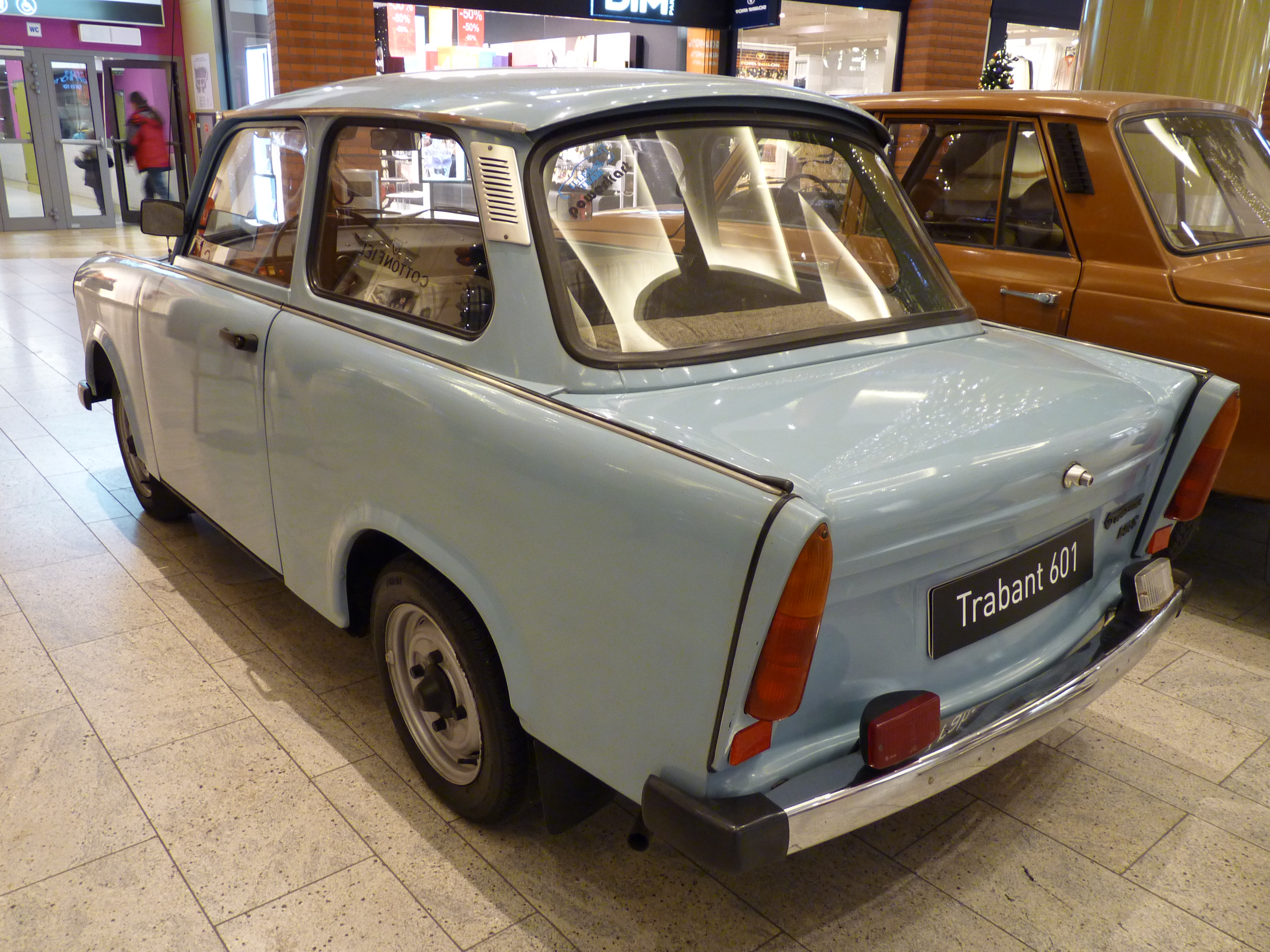
Tył Trabanta 601 S w wersji sedan

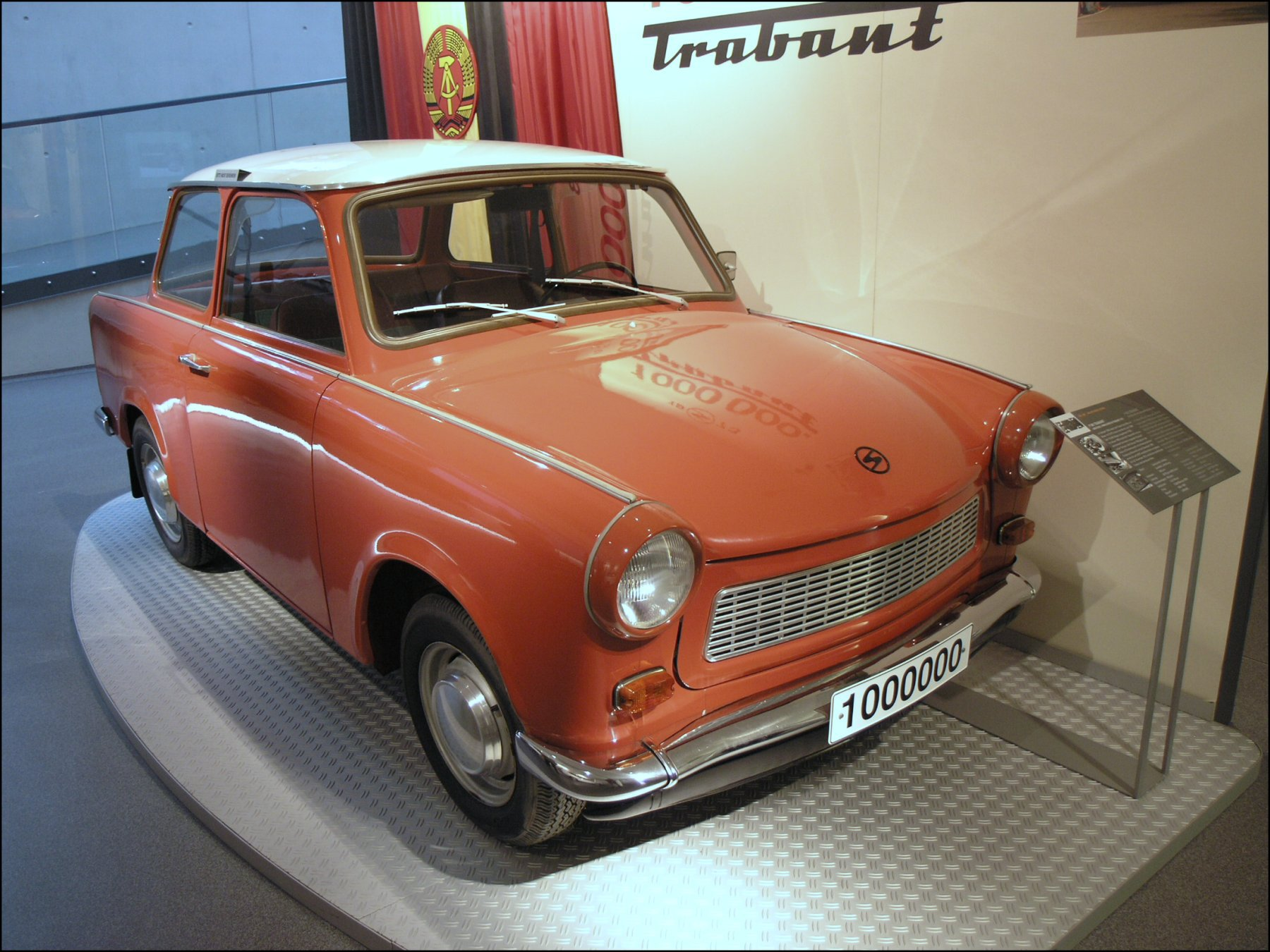
Milionowy egzemplarz Trabanta – 601 deLuxe

Prace nad Trabantem 601, którymi kierował Werner Lang, rozpoczęły się już pod koniec lat 50. Pierwsze projekty zostały pokazane w grudniu 1959 roku ministerialnej komisji, która po długich rozmowach zaakceptowała je. Przez następne 2 lata wykonano 6 prototypów już pod nazwą Trabant P601, a publicznie pokazano je podczas szóstego zjazdu partii komunistycznej SED w Berlinie Wschodnim w 1963 roku. W marcu 1964 roku Trabant 601 zadebiutował na Targach Lipskich, gdzie wywołał spore zainteresowanie m.in. poprzez całkowicie zmienione nadwozie, które, mimo że wykonane było nadal z duroplastu, to jednak odznaczało się kanciastością nawiązującą do stylistyki aut zachodnich czy do „skrzydlatych” samochodów produkowanych w Stanach Zjednoczonych.
Seryjna produkcja pojazdu rozpoczęła się w czerwcu 1964 roku, a więc trzy miesiące po debiucie w Lipsku. Samochód przez pierwsze pięć lat dostępny był w sześciu kolorach: białym, szarym oraz w pastelowych odcieniach zielonego, brązowego, żółtego i niebieskiego. W tym samym roku rozpoczęto eksport samochodów, głównie do krajów Bloku wschodniego, m.in. do Polski, gdzie pojazd konkurował z Syreną, a później Polskim Fiatem 126p, Czechosłowacji, Węgier czy Jugosławii, gdzie konkurował z Zastavą 750. Eksport obejmował też Europę Zachodnią (jeszcze w 1964 roku sprzedano tam 6565 sztuk), gdzie Trabanty trafiały m.in. do Holandii, Belgii, Danii, Finlandii, Grecji czy nawet Niemiec Zachodnich. Pojazd wysyłano też poza Europę, m.in. do Egiptu.
We wrześniu 1965 roku do produkcji seryjnej weszła odmiana kombi, która otrzymała oznaczenie 601 „Universal”. Do tego czasu produkowano odmianę kombi modelu P60/600. Nowa wersja Trabanta 601 poza tym, że posiadała większy bagażnik o pojemności 450 litrów (w wersji sedan miał on 415 l), a po złożeniu tylnej kanapy 1400 litrów, cieszyła się również większym popytem na rynku. W 1966 roku pojawił się – bazujący na wersji kombi – dwuosobowy furgon o nazwie „Lieferwagen”, (dosłownie: samochód dostawczy); charakteryzował się on m.in. zabudowanymi tylnymi bocznymi szybami. W 1972 roku został wycofany z produkcji.
Na przełomie 1965 i 1966 roku powstał prototyp Trabanta pod nazwą P602, który charakteryzował się m.in. nadwoziem typu hatchback. W kwietniu 1966 roku pojawiła się lepiej wyposażona odmiana 601L (lux). W 1967 roku do produkcji seryjnej wszedł model o nadwoziu otwartym „Kübelwagen”, a w 1978 roku jego cywilna odmiana „Tramp”. Od wiosny 1967 roku w ofercie były trzy odmiany wyposażeniowe samochodu: Standard, S (Sonderwunsch) i de Luxe.
Pod koniec 1968 roku dwusuwowy silnik Trabanta o pojemności 594,5 cm³ został wzmocniony z 23 do 26 KM co wpłynęło nieco na osiągi pojazdu. Lepsze było przyśpieszenie i elastyczność, a także zwiększyła się prędkość maksymalna.
W 1973 roku zwiększono zbiornik paliwa z 24 do 26 litrów, a także wprowadzono opcjonalnie opony bezdętkowe. 22 listopada tego samego roku wyprodukowano milionowego Trabanta, a jubileuszowym egzemplarzem został model w wersji deLuxe. W 1974 roku po raz pierwszy w historii produkcja przekroczyła 100 tys. sztuk. W 1980 roku wprowadzono dwuobwodowy układ hamulcowy, a w 1982 roku nowy gaźnik. W 1983 roku natomiast wprowadzono instalację o napięciu 12 V z alternatorem. W latach 1986–1988 stworzono 3 egzemplarze Trabanta przeznaczonego do wyścigów, ze wzmocnionym silnikiem dwusuwowym. W 1988 roku wyprodukowano rekordową liczbę egzemplarzy – 146 400 sztuk, a także wprowadzono zawieszenie tylne niezależne, na kolumnach resorujących.
W 1989 roku upadł Mur Berliński, a 3 października 1990 roku Niemiecka Republika Demokratyczna weszła w skład RFN. Trabant w nowych okolicznościach nie był w stanie konkurować z zachodnimi konstrukcjami, nawet po wprowadzeniu wersji 1.1 z silnikiem Volkswagena Polo. Ostatni egzemplarz Trabanta z silnikiem dwusuwowym zjechał z taśmy 25 lipca 1990 roku. Przez cały okres produkcji powstało 2 818 547 sztuk.

### Dane techniczne
Trabant wyposażony był w dwusuwowy silnik o pojemności 0,6 l i mocy 23 KM. W 1968 roku zwiększono moc do 26 KM. Motor Trabanta chłodzony był powietrzem za pomocą dmuchawy promieniowej ze starszego modelu P50 i umieszczony został nad przednią osią. Samochód miał napęd przenoszony na koła przednie za pomocą 4-biegowej, manualnej skrzyni biegów.
| Wersja | Silnik               | Układ zasilania | Średnica × skok tłoka | St. sprężania | Moc maksymalna                     | Maks. moment obrotowy     | 0–80 km/h | V-max        |
| ------ | -------------------- | --------------- | --------------------- | ------------- | ---------------------------------- | ------------------------- | --------- | ------------ |
| 601    | R2 0,6 l (594,5 cm³) | gaźnik BVF 28H  | 72 × 73 mm            | 7,6:1         | 23 KM (17 kW) przy 3800 obr./min   | 52 N·m przy 2700 obr./min | 27 s      | 100–105 km/h |
| 601    | R2 0,6 l (594,5 cm³) | gaźnik BVF 28H  | 72 × 73 mm            | 7,6:1         | 26 KM (19,1 kW) przy 4200 obr./min | 54 N·m przy 3000 obr./min | 21,5 s    | 108 km/h     |

- Podwozie[31]
  - Zawieszenie przednie: niezależne, na poprzecznym półeliptycznym resorze piórowym i dolnych poprzecznych wahaczach
  - Zawieszenie tylne: niezależne, na poprzecznym resorze piórowym i skośnych wahaczach (od 1988 r. trójkątne wahacze skośne łożyskowane na poduszkach gumowych oraz sprężyny śrubowe)
  - Hamulce przód/tył: nożny, szczękowy, hydrauliczny, na cztery koła, o szczękach współbieżnych

z urządzeniem wyrównawczym, od 1984 roku dwuobwodowy.
- - Koła z obręczą: 4J × 13
  - Ogumienie: 145 SR 13
- Wymiary[31]
  - Rozstaw kół przód: 1206 mm
  - Rozstaw kół tył: 1255 mm
  - Prześwit: 155 mm
- Masy[31]
  - Masa całkowita maksymalna: 950 kg (1040 kg Universal)
  - Dopuszczalny nacisk osi przedniej: 450 kg (460 kg Universal)
  - Dopuszczalny nacisk osi tylnej: 520 kg (580 kg Universal)
  - Pojemność Bagażnika: 430 l (N/A l  Universal)

- Dana użytkowe[31]

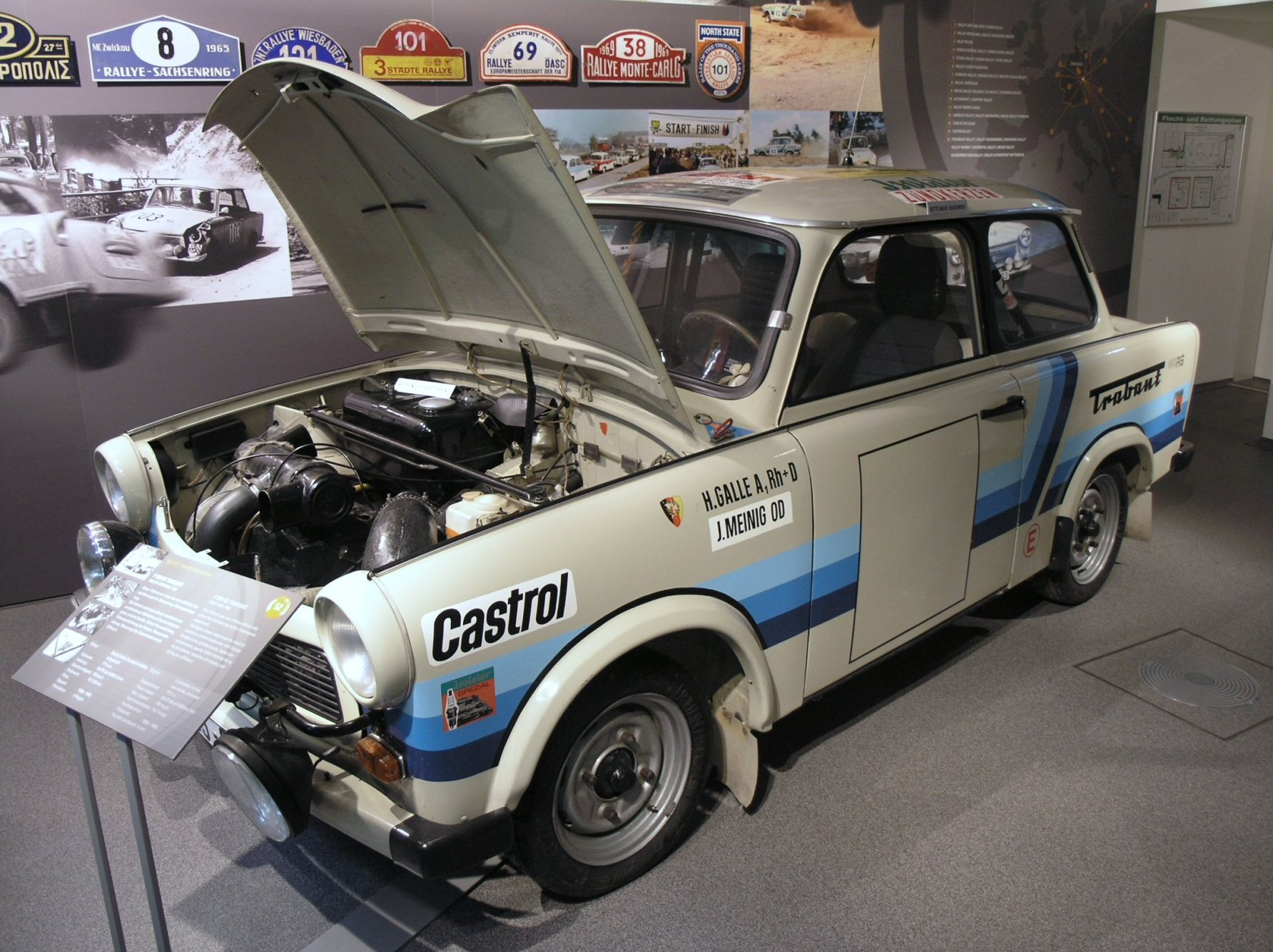
Trabant 800 RS

  - Minimalny promień zawracania: 10 m
  - Zużycie paliwa: 7,9 l

### Inne wersje

#### Hycomat
Od roku 1965 produkowano w niewielkich ilościach model Hycomat z półautomatyczną skrzynią biegów, przeznaczony głównie dla użytkowników z dysfunkcją lewej nogi. Hycomat był sprzedawany jako sedan (Limousine) lub kombi (Universal).

#### Kübelwagen i Tramp
W 1966 roku opracowano prototyp Trabanta z nadwoziem otwartym przeznaczonym głównie dla Nationale Volksarmee. W kwietniu 1967 roku ruszyła produkcja seryjna tej odmiany. Pojazd charakteryzował się m.in. brakiem drzwi i zmienionym wyglądem tylnej części nadwozia. Prócz armii samochód przeznaczony był też m.in. dla leśnictwa czy rolnictwa. Od 1978 roku produkowano odmianę cywilną o nazwie Tramp. Produkcję zakończono w 1990 roku. Kübelwageny były używane m.in. do patrolowania Muru Berlińskiego.

#### 800 RS
W latach 1986–1988 stworzono 3 egzemplarze Trabanta przeznaczonego do wyścigów, ze wzmocnionym silnikiem dwusuwowym o pojemności 771 cm³ i mocy 65 KM, który osiągał prędkość 160 km/h. Moc przenoszona była na koła przednie jak w modelu seryjnym, jednak za pomocą 5-biegowej, manualnej skrzyni biegów. Samochód konkurował z niektórymi pojazdami produkcji krajów Europy Zachodniej. Wymiary Trabanta 800 RS: długość/szerokość/wysokość: 3555 mm/1514 mm/1427 mm.

### Eksport
Samochód eksportowany był do krajów takich jak:
| Europa Wschodnia: - Czechosłowacja - Polska - Węgry - Rumunia - Bułgaria - Jugosławia | Europa Zachodnia: - Holandia - Belgia - Finlandia - Islandia - Norwegia - Grecja - Szwajcaria - Austria - RFN - Dania | Afryka: - Egipt |

## Trabant 1.1

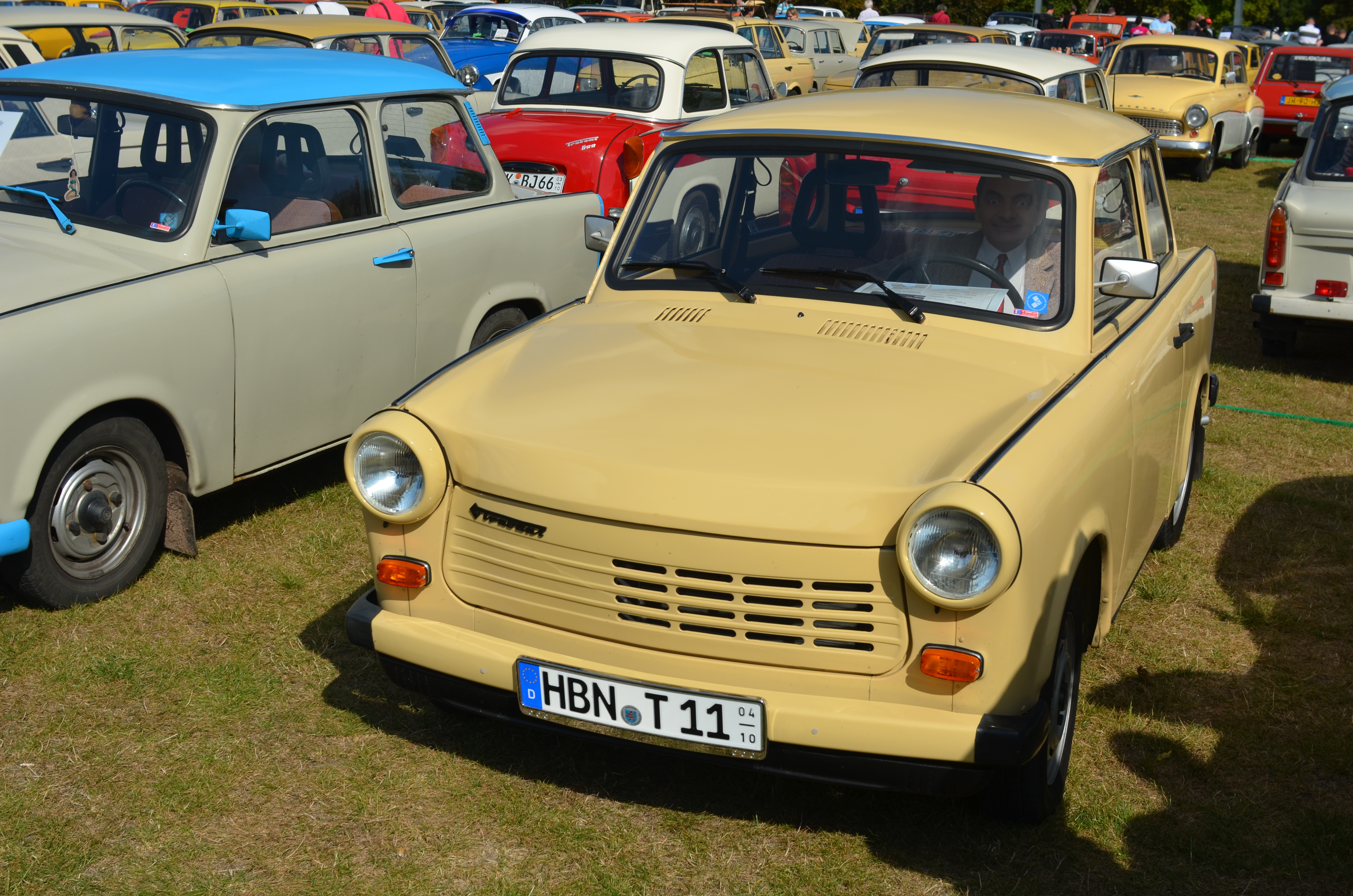
Trabant 1.1 z serii przedseryjnej (metalowe zderzaki)

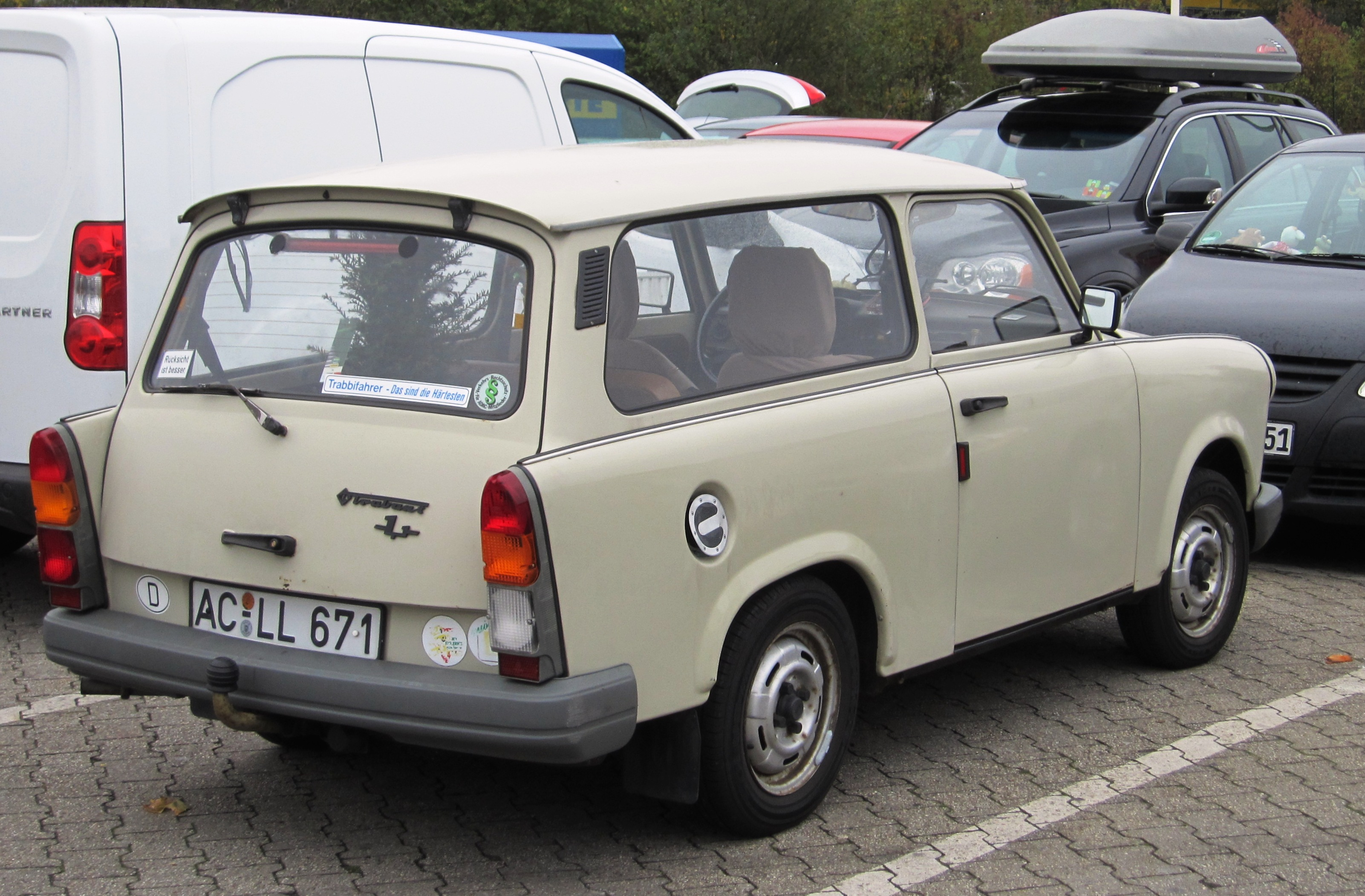
Tył Trabanta 1.1 Universal

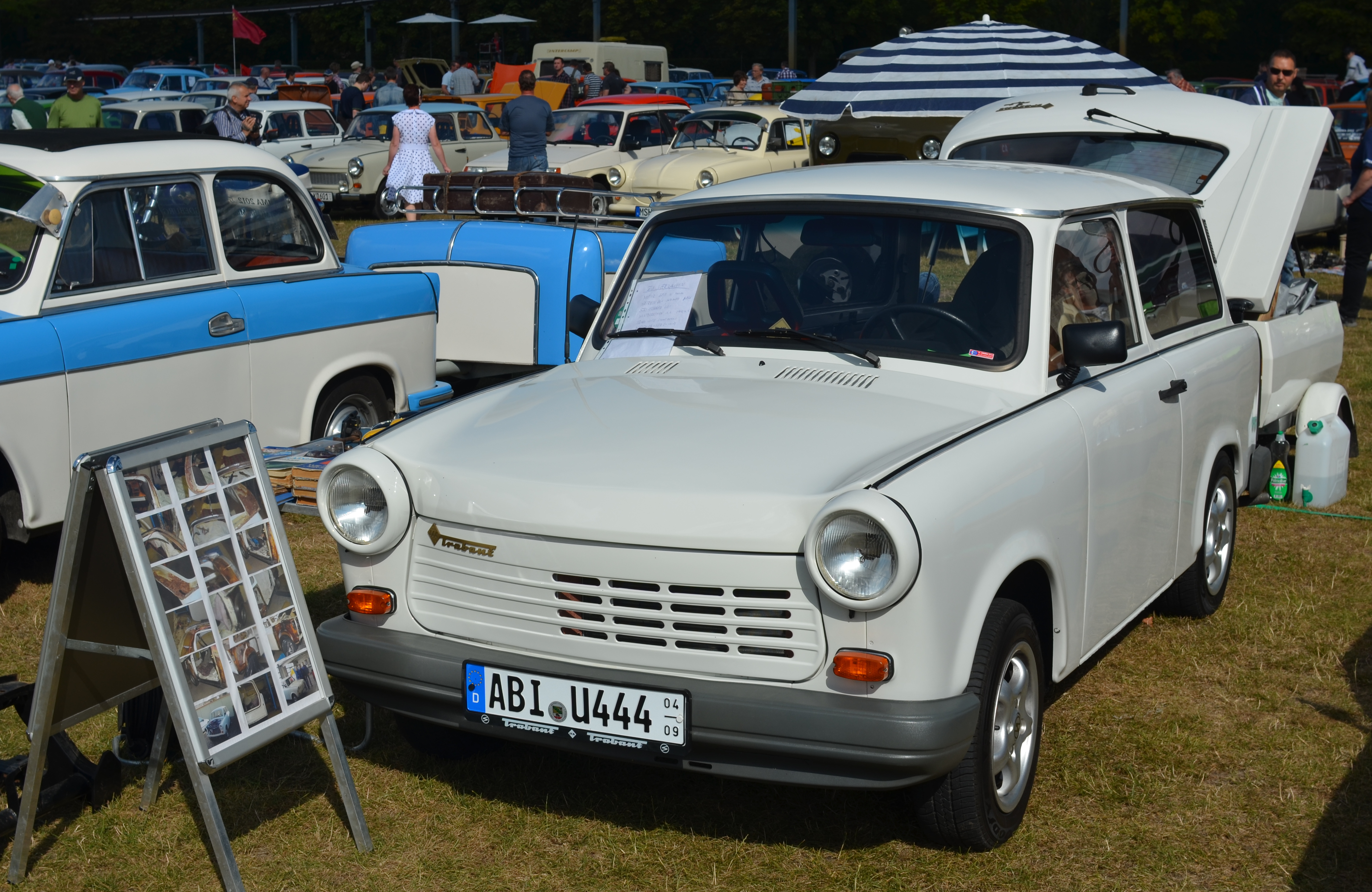
Trabant 1.1 Universal „einer von 444”

Pod koniec lat 80. pracowano nad unowocześnieniem Trabanta, ale też i innych samochodów z NRD jak Wartburg czy Barkas B1000. W tym celu zakupiono jednostki napędowe od Volkswagena. Trabant został wyposażony w czterosuwowy silnik o pojemności 1,0 l i mocy 40 KM, który stosowano w Volkswagenie Polo. Wiązało się to ze wzmocnieniem ściany czołowej i przednich słupków, a ramę pomocniczą, na której osadzono silnik, zaprojektowano w zasadzie od nowa. Z racji ogromnych nakładów finansowych poniesionych przy zakupie jednostek napędowych, prace nad zmianami w nadwoziu ograniczono do minimum, rezygnując tym samym z prototypu 1.1 E stworzonego w 1988 roku, który posiadał gruntowanie zmodernizowany przód i nową klapę oraz zderzak tylny. W seryjnym 1.1 zastosowano nową atrapę i maskę, przeprojektowano deskę rozdzielczą, wyposażając ją m.in. w nowy zestaw wskaźników, zastosowano nowe tylne światła, a także plastikowe zderzaki. Prócz nowych silników i zmian stylistycznych w nadwoziu i wnętrzu pojazdu, zastosowano zamiast resorów piórowych kolumny MacPhersona, zbiornik paliwa umieszczono pod bagażnikiem, zwiększając go z 26 do 28 litrów, a przednie hamulce bębnowe zastąpiono tarczowymi.
W 1989 roku powstało 1000 egzemplarzy (w seriach odpowiednio po 150 i 850 sztuk) przedseryjnych Trabantów 1.1, które charakteryzowały się m.in. metalowymi zderzakami i lusterkami zewnętrznymi z modelu 601. Z powodu przemian politycznych produkcję seryjną samochodu rozpoczęto dopiero 21 maja 1990 roku w nowych zakładach w Zwickau-Mosel. Przedsiębiorstwo Sachsenring przewidywało wysoki popyt na wersję Universal, z tego też względu stosunek produkcji Trabantów wynosił odpowiednio 80% dla wersji kombi i 20% dla wersji sedan. Upadek Muru Berlińskiego i zjednoczenie Niemiec w 1990 roku zmieniły całkowicie i tak już niekorzystną sytuację Trabantów. Samochód nie mógł się odnaleźć w nowej sytuacji, gdyż jego przestarzała konstrukcja nie pozwalała na konkurencję z konstrukcjami zachodnimi (potocznie nazywany był „mumią z rozrusznikiem serca”). Z tego też powodu Trabant 1.1 w dużej mierze przeznaczony był na eksport, głównie na Węgry i do Polski, gdzie konkurował m.in. z Polskim Fiatem 126p (szczególnie z odmianą 126 BIS) i – zwłaszcza w wersji kombi – zyskał dużą popularność za sprawą znacznie większej od „malucha” funkcjonalności przy cenie tylko nieznacznie wyższej od ceny samochodu z FSM. 30 kwietnia 1991 roku ostatecznie produkcja Trabantów 1.1 została zakończona, a ostatnim egzemplarzem, który zjechał z taśmy, był Universal w kolorze różowym. Wytworzono łącznie 39 474 sztuk.

### „einer von 444”
W 1994 roku przedsiębiorstwo Sachsenring odkryło w porcie w Mersin 444 egzemplarze Trabanta, które zostały wyeksportowane kilka lat wcześniej do Turcji. Turecki importer jednak zbankrutował i samochody nie zostały sprzedane na tamtejszym rynku. Pojazdy po ściągnięciu do Niemiec zostały odnowione i wyposażone w złote emblematy, grawerowaną tabliczkę z imieniem i nazwiskiem kupującego, tapicerkę ze sztucznej skóry oraz w radio i katalizator. Kupujący oprócz tego dostawał specjalny kluczyk i skórzany portfel. Taka seria Trabantów otrzymała nazwę „einer von 444” („jeden z 444”). Pojazd jednak ze względu na zbyt wysoką cenę, która była ponad trzy razy wyższa niż cena Trabanta 1.1 w 1991 roku, sprzedawał się słabo i do 1996 roku sprzedano zaledwie 90 sztuk. Ostatecznie postanowiono znacznie zniżyć cenę i rozpoczęto sprzedaż samochodów w sieci supermarketów Allkauf.

### Dane techniczne
Trabant 1.1 wyposażony był w czterosuwowy silnik o pojemności 1,0 l i mocy 40 KM z Volkswagena Polo. Motor Trabanta chłodzony był cieczą w układzie zamkniętym i umieszczony został poprzecznie z przodu. Samochód miał napęd na koła przednie i 4-biegową, manualną skrzynię biegów.
| Wersja | Silnik              | Układ zasilania     | Średnica × skok tłoka | St. sprężania | Moc maksymalna                   | Maks. moment obrotowy     | 0–100 km/h | V-max    |
| ------ | ------------------- | ------------------- | --------------------- | ------------- | -------------------------------- | ------------------------- | ---------- | -------- |
| 1.1    | R4 1,0 l (1043 cm³) | gaźnik Weber 32 TLA | 75 × 59 mm            | 9,5:1         | 40 KM (30 kW) przy 5300 obr./min | 74 N·m przy 2700 obr./min | 21 s       | 126 km/h |

- Podwozie[40]
  - Zawieszenie przednie: zwrotnice kolumnowe typu MacPherson oraz stabilizator przechyłu
  - Zawieszenie tylne: trójkątne wahacze skośne łożyskowane na poduszkach gumowych oraz sprężyny śrubowe
  - Hamulce przód/tył: tarczowe/bębnowe, układ hamulcowy dwuobwodowy w układzie poprzecznym
  - Koła z obręczą: 4J × 13 H – R45
  - Ogumienie: 145 R 13
- Wymiary[40]
  - Rozstaw kół przód: 1280 mm
  - Rozstaw kół tył: 1255 mm
- Masy[40]
  - Masa całkowita maksymalna: 1085 kg (1120 kg Universal)
  - Dopuszczalna masa przyczepy bez hamulców: 300 kg
  - Dopuszczalna masa przyczepy z hamulcami: 400 kg
- Dana użytkowe[40]
  - Minimalny promień zawracania: 10 m
  - Zużycie paliwa w cyklu miejskim: 7,6 l

### Inne wersje i prototypy

#### Kübelwagen i Tramp
W 1988 roku zbudowano dwa prototypy Trabanta 1.1 Kübelwagen. Pojazd mimo zastosowania w nim silnika Volkswagena nie wszedł do produkcji seryjnej. Jeden z prototypów można oglądać w muzeum w Zwickau. Wymiary pojazdu: długość/szerokość/wysokość: 3466 mm/1524 mm/1448 mm. W latach 1990–1991 trwała małoseryjna produkcja Trabanta 1.1 Tramp, a także powstało ok. 60 sztuk nieco lepiej wyposażonych Trabantów 1.1 Caro Tramp 110, które charakteryzowały się m.in. orurowaniem w kolorze żółtym.

#### 1.1 Pick-up
W 1991 roku, czyli pod koniec produkcji Trabanta, powstał model 1.1 w wersji pick-up. Charakteryzował się dwuosobowym nadwoziem ze skrzynią ładunkową. Masa pojazdu wynosiła 680 kg, a ładowność 405 kg. Powstały prospekty reklamowe, odbyły się prezentacje auta, jednak nigdy nie trafiło ono do produkcji seryjnej. Powstały prawdopodobnie 2 prototypy. Wymiary pojazdu: długość/szerokość/wysokość: 3521 mm/1528 mm/1420 mm.

## Prototypy

### P50/500
W 1954 roku stworzono prototypy samochodów w wersji sedan i kombi pod oznaczeniem P50. Po raz pierwszy użyto nazwy „Trabant”. Pojazdy powstały w ośrodku badawczo-rozwojowym w Karl-Marx-Stadt i stylistycznie nawiązywały do produkowanego później AWZ P70. Prototypy Trabanta P50/500 z 1954 roku były protoplastami produkowanego później seryjnie Trabanta.

### P603
W połowie lat 60. XX wieku stworzono projekt nowego Trabanta oznaczony numerem 603. Samochód posiadał konstrukcję podobną do seryjnego modelu 601, czyli stalowy szkielet pokryty panelami z duroplastu. Pojazd powstawał we współpracy z Automobilwerk Eisenach i czechosłowacką Škodą (silniki). Powstało dziewięć prototypów. W 1968 roku zaniechano prac nad wdrażaniem modelu do produkcji na wielką skalę za sprawą negatywnej decyzji władz NRD.

### 760
Pod koniec 1971 roku ogłoszono projekt kolejnego prototypu powstałego we współpracy ze Škodą i Automobilwerk Eisenach. Projekt oznaczono liczbą 760 i planowano wytwarzać od 1975 roku. W 1973 roku w Zwickau powstały 3 prototypy. Pojazdy wyposażone były w silniki Škody. 3 kwietnia 1973 roku władze NRD podjęły decyzję o wycofaniu się z projektu.

### P610/P1100 i 601 WE II
Po niepowodzeniu wcześniejszych projektów „samochodów RWPG” przystąpiono w 1973 roku do nowego projektu. Model ten miał powstać ponownie jako wspólne auto RWPG we współpracy z zakładami Automobilwerk Eisenach i Sachsenring, a czechosłowacką Škodą.
Prototyp określono oznaczeniem P610, a także P1100. Pojazd był napędzany silnikiem czterosuwowym czterocylindrowym, który przy mocy 45 KM i pojemności 1100 cm³ osiągał maksymalną prędkość 125 km/h. Do roku 1979 przeznaczono na koszty rozwojowe 35 milionów marek NRD.
6 listopada 1979 roku Biuro Polityczne SED uchwaliło wstrzymanie finansowania i zatrzymanie rozwoju modelu P610/P1100 pomimo wcześniejszych planów wprowadzenia go do produkcji seryjnej w 1984 roku; 15 listopada 1979 Prezydium Rady Ministrów NRD potwierdziło ostatecznie zamknięcie projektu. Powstało 20 prototypów.
W 1982 roku stworzono prototyp o nazwie Trabant 601 WE II, który charakteryzował się nowym nadwoziem, nawiązując nieco do stylistyki prototypów P610/P1100. Pojazd ważył 620 kg, powstał tylko jeden prototyp.

### newTrabi
W roku 2007 na targach motoryzacyjnych we Frankfurcie nad Menem niemieckie przedsiębiorstwo Herpa zaprezentowało model nowego Trabanta w skali 1:10 pod nazwą newTrabi. Przedsiębiorstwo Herpa, które jest właścicielem marki Trabant, planowała wyprodukować serię 1500 takich pojazdów.

### nT
Na targach we Frankfurcie nad Menem w 2009 roku przedsiębiorstwo IndiKar – Individual Karosseriebau GmbH (jeden z trzech partnerów projektu) zaprezentowało nowy prototyp samochodu, który miał wejść do produkcji w roku 2012. Był to trzydrzwiowy hatchback o wydłużonym rozstawie osi. Mimo zmiany proporcji podstawowy kształt nadwozia został zachowany.
Dwusuwowy silnik zastąpiony został elektrycznym napędem przednich kół silnikiem asynchronicznym o mocy 45–47 kW. Samochód (według danych podanych przez producenta) mógł osiągać prędkość 130 km/h. Akumulatory litowe zapewniały przejechanie do 160 km.
Wymiary zewnętrzne pojazdu: długość: 3950 mm; szerokość: 1690 mm; wysokość: 1500 mm oraz rozstaw osi 2450 mm.

## Nazwy
Potocznie Trabanta nazywano sputnikiem na kółkach, Fordem kartonem, Trabim, Zemstą Honeckera, mydelniczką, trampkiem czy skrzydlakiem.